# Drosera subg. Lasiocephala
Drosera subg. Lasiocephala, conocidas colectivamente con el nombre común de petiolaris-complex, es un  subgénero con 14 especies pertenecientes al género Drosera. Estas especies se distinguen por su hojas subpeltadas o peltadas.

## Taxonomía
El subgénero fue descrito por Jules Emile Planchon en 1848 como una sección.  Planchon incluyó la especie D. banksii en su arreglo, pero se ha argumentado que D. banksii pertenece a otro clado con la especie más estrechamente relacionada D. subtilis. Ludwig Diels reclasificó el género en su monografía de la familia en 1906  y  reconoció a este taxón como una serie en la sección Rossolis.  En 1996, el taxónomo Jan Schlauer abogó por el reconocimiento de este taxón en el rango de subgénero, señalando que esta especie está estrechamente relacionada y con la que comparte muchas afinidades con el subgénero Drosera, pero que es lo suficientemente diferente como para justificar el estado de subgenérica. Todas las especies de este subgénero son originarias del norte de Australia a excepción de D. petiolaris, que se distribuye más ampliamente hasta Nueva Guinea. Las plantas en este subgénero en su mayoría parecen variaciones del epónimo D. petiolaris.

## Especies
| Drosera banksii Drosera brevicornis Drosera broomensis Drosera caduca Drosera darwinensis Drosera derbyensis Drosera dilatato-petiolaris | Drosera falconeri Drosera fulva Drosera kenneallyi Drosera lanata Drosera ordensis Drosera paradoxa Drosera petiolaris |